# Рождественский рынок (Брауншвейг)
Рождественский рынок Брауншвейга (нем. Braunschweiger Weihnachtsmarkt) традиционно проводится в городе на Рождество уже более трёх столетий. Он известен как один из наиболее ярких и «атмосферных» рождественских рынков на территории современной Германии: причиной тому является архитектурный ансамбль места его проведения — так называемый «традиционный остров» (нем. Traditionsinsel) образован Брауншвейгским собором, зданиями площади Бургплац, местным дворцом Данквардероде и памятником «Брауншвейгский лев». Ежегодно рынок привлекает сотни тысяч посетителей: к примеру, в 2008 году рождественский рынок в Брауншвейге посетило около 900 000 человек.

## История
По имеющимся на начало XXI века сведениям базар, называвшийся «рождественский рынок», появился в Брауншвейге в XIV веке — в этот период он проводился на площади Альтштадтмаркт (нем. Altstadtmarkt) в центре Старого города. В 1385 году рынок проходил в период с 1 по 2 января, но затем — предположительно около 1505 года — время его проведение было сдвинуто на предрождественские дни. Документы подтверждают, что в 1498 году местный правитель — герцог Генрих I — предоставил старейшинам города специальную привилегию на проведение двух городских ярмарок; однако у историков нет точных сведений о том, предоставлялись ли аналогичные привилегии в последующие годы. Затем, в 1505 году, император Священной Римской империи Максимилиан I устроил в городе две ярмарки, начинавшиеся 8 декабря и продолжавшиеся десять дней. После того как в 1671 году город Брауншвейг потерял свою независимость, рождественский рынок стал начинаться «в воскресенье перед Рождеством». Всё это время основным местом проведения мероприятия были площади Альтштадтмаркт и Кольмаркт.
Первый рождественский базар после окончания Второй мировой войны состоялся в Брауншвейге уже в 1946 году — в этот раз мероприятие прошло на площади перед Брауншвейгской резиденцией. В последующие годы павильоны рынка ставились на площади Хагенмаркт (нем. Hagenmarkt). Наконец, в 1956 году, рождественская ярмарка впервые была прошла на площади Бургплатц (нем. Burgplatz) — которая до 1954 году служила местом проведения еженедельного городского рынка. В последующие десятилетия площадь рынка непрерывно росла и он начал занимать ряд соседних улиц и площадей. С 2009 года частью рынка стал даже исторический ров вокруг дворца «Dankwarderode», получивший в связи с этим оригинальное деревянное покрытие и специальное освещение.
С 2006 года рождественский рынок в Брауншвейге насчитывает более 130 прилавков и аттракционов: при этом ежегодно около 270 участников борются за право стать его частью. В процессе отбора стендов жюри особое внимание уделяет эстетической привлекательности прилавков и магазинчиков, которые обязаны «вписываться в традиционную историческую картину рождественского базара». Кроме того, каждый год специальный комитет выбирает на рынке как наиболее удачные, так и наименее привлекательные прилавки: если первые получают специальный сертификат, то вторые — так называемое «Голубое письмо» (нем. Blauer Brief), в результате чего они даже могут быть «отстранены от участия в Рождественской ярмарке на срок до пяти лет».